# Sidebar
Der Begriff Sidebar bzw. Randfenster oder Dock bezeichnet ein grafisches Steuerelement von Anwendungsprogrammen oder Webseiten, durch das in einem schmalen Bereich an einer Seite der grafischen Benutzeroberfläche funktionsspezifische Informationen oder Daten anderer Applikationen anzeigt bzw. zur Verfügung gestellt werden.
Je nach Implementierung können Sidebars entweder permanent oder nur bei Bedarf (z. B. durch Betätigung einer Schaltfläche oder Verweilen des Mauszeigers am Rand des Bildschirms) angezeigt werden.

## Desktop-Sidebar
Desktop-Sidebars sind in die Benutzeroberfläche des Betriebssystems integriert und stellen dort Zusatzfunktionen (beispielsweise Windows Vista und Windows 7) oder Schnellzugriffsfunktionen (beispielsweise Windows 8) bereit. Anwendungen, die sich auf einer Sidebar hinterlegen lassen, heißen Widget oder Gadget. Die Sidebar in Mac OS X wird als Dock bezeichnet. Daneben existiert auch die Möglichkeit, auf Betriebssystemen, die über keine integrierte Sidebar verfügen, mit Hilfe separater Programme eine Desktop-Sidebar bereitzustellen.
Folgende Funktion könnten beispielsweise von einer Sidebar dargestellt werden:
- Darstellung von Systeminformationen wie Prozessorauslastung o. ä.
- Anzeigen von Web-Feeds (Feedreader)
- Anzeigen von Uhrzeit und Wettervorhersagen
- Zugriff auf Dateien und Steuerung bestimmter Programme
- Suchfunktion

Unter Microsoft Windows basierten die Sidebar-Gadgets auf HTML und Java- bzw. VBScript und können eingeschränkt auf das Dateisystem und bestimmte Systeminformationen zugreifen.

## Sidebars in Anwendungen

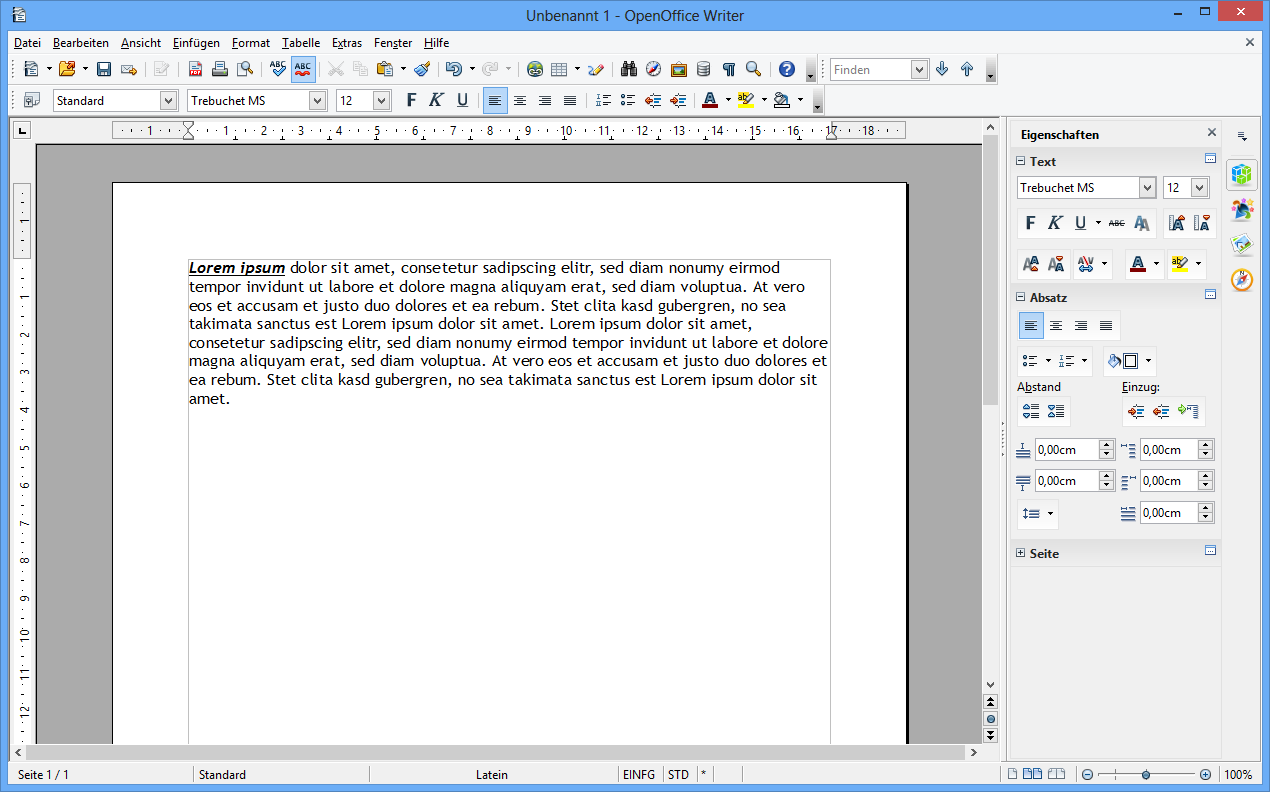
Bildschirmfoto der Software OpenOffice Writer mit einer Werkzeugpalette am rechten Rand.

In Anwendungen dienen Sidebars häufig als Palette für Bearbeitungswerkzeuge.
So dienen sie in Textverarbeitungs-, Tabellenkalkulations- und Präsentations-Programmen häufig dazu, die Formatierung von gerade ausgewählten Textpassagen oder Objekten zu bearbeiten. Ebenso besteht i. d. R. die Möglichkeit, die Dokumentstruktur anzuzeigen.
In integrierten Entwicklungsumgebungen findet sich eine Vielzahl von Einsatzmöglichkeiten für Sidebars. So werden üblicherweise in der Entwurfsansicht von grafischen Benutzeroberflächen die verfügbaren Steuerelemente und deren Eigenschaften als Sidebar angeboten, ebenso wie die Struktur der Projektdateien und Klassenhierarchien.
Viele Dateimanager wie beispielsweise der Windows Explorer oder Dolphin können Dateiattribute, Vorschaubilder oder Verwaltungsaufgaben als Sidebar anzeigen.

## Sidebars im Internet

### Webseitengestaltung
Webseiten zeigen meist kontextsensitive Informationen zur ausgewählten Seite als Sidebar an. Eine Sidebar auf der Startseite könnte etwa die zuletzt erstellten Nachrichten darstellen, während beim Aufrufen einer Nachricht die Sidebar die Kommentare zu diesem Artikel darstellen könnte.

### Browser-Seitenbereich
Einige Webbrowser sind außerdem in der Lage, Sidebars direkt im Browserfenster fixiert darzustellen. Eine spezielle Linkauszeichnung übermittelt dem Browser dann die Information, das Ziel dieses Links im Seitenbereich des Browsers dauerhaft anzuzeigen. Ein wie folgt formatierter Hyperlink teilt dem Browser, sofern er dies interpretiert, mit, dass das Linkziel als Sidebar-Element in den Browser aufgenommen werden soll:
```
<
a
 
rel
=
"sidebar"
 
href
=
"http://example.com/sidebar.htm"
>
Sidebar installieren
</
a
>

```

Diese Funktion war früher Teil des HTML Living Standards, ist aber inzwischen nicht mehr darin enthalten. Zudem wurde der Beziehungstyp nicht offiziell durch die Internet Assigned Numbers Authority (IANA) spezifiziert.